# Пивара Челарево
Пивара Челарево (данас Карлсберг Србија (Carlsberg Srbija)) је основана 1892. године. Основао је Лазар Дунђерски у тадашњем Чибу (данас Челарево). Од 2003. године већински власник је Карлсберг (Carlsberg).

## Историјат
Пивару је основао један од највећих земљопоседника Лазар Дунђерски на свом имању 1892. године. Фабрика је имала модерну парну машину и елекрични мотор што јој је омогућавало да производи много више него што је тржиште захтевало. У почетку капацитет пиваре је био 10.000 хектолитара годишње и растао је све до почетка Првог светског рата. Због рата није било довољно радника, али ни оних који би куповали пиво па је производња смањена на минимум.
Након Другог светског рата фабрика је због национализације прешла у државно власништво. До 1975. године производња пива је износила 150.000 хектолитара годишње. Седамдесетих година почиње значајан технолошки развој фабрике, а током 1980. године саграђена је најмодернија хала са две линије за отакање пива у флаше, као и модерни систем хлађења и отакања у бурад. Током деведесетих је настављен развој када се монтира најсавременија, потпуно аутоматизована вариона чији је капацитет био 1.200.000 хектолитара годишње.
У септембру 2003. године извршена је приватизација фабрике, а већински део акција откупила је компанија Карлсберг па је фабрика добила нови назив Карлсберг Србија д.о.о. Тиме је постала део међународног концерна за производњу пива Carlsberg Breweries A/S. Изграђена је нова хала 2004. године и уведена је производња пива у ПЕТ амбалажи. Три године касније уведена је нова, комбинована линија за лименке и неповратну стаклену амбалажу. Исте године, изграђена је нова линија за пуњење, потом зграде за секторе ланца снабдевања и комерцијале (обновом старе варионе), као и нова трафостаница. Проширен је и магацин готових производа. Током 2008. године започела је изградња погона за прераду отпадних вода, који је завршен 2010. године.

## Производи
Челаревска пивара је производила различите врсте пива: Дунђерсково пиво, Чиб пиво, Стандард пиво, Црно пиво од прженог јечма, Херкулес, Експорт-импорт или Специјал пиво, Треф црно-специјал пиво, Новосадско пиво, као и Новосадско црно пиво. Седамдесетих година је купљена лиценца за производњу Ловенбрау пива, док осамдесетих година почиње да се производи Лав пиво које постаје најпознатији и најтраженији пивски бренд челаревске пиваре све до данас. Данас су актуелни следећи производи: Лав пиво, Лав тамни, Лав Твист, Туборг Грин, Мерак, Карлсберг...

## Музеј
Године 2008. отворен је музеј пива у Челареву. музејску поставку чине предмети, који су коришћени у изради и складиштењу пива пре више од 100 година. Ту је и угоститељски инвентар из првих година постојања пиваре, записи и документа из деветнаестог и с почетка 20. века. Посебно су значајна писма и фотографије Лазара Дунђерског, оснивача пиваре у Челареву. У Музеју се чува преко 500 експоната који сведоче о томе како је у претходним деценијама од мале радионице пива, настала позната фабрика.